# Rita Lee (албум из 1979)
| Професионални рејтинг | Професионални рејтинг |
| Резултати             | Резултати             |
| Извор                 | Рејтинг               |
| --------------------- | --------------------- |
| AllMusic              | [ 1 ]                 |

Rita Lee (такође познат као Mania de Você) је трећи солни албум Рите Ли, објављен након њеног прекида са групом Tutti Frutti. Под великим утицајем диско саунда, који је у то време био популаран, албум се може сматрати прелазом у којем Ли одступа од свог заштитног знака рока ка приступачнијем главном току. Албум је познат по томе што је био први од многих заједничких радова са њеним мужем Робертом де Карваљом. 
Продаја албума прешла је пет стотина хиљада примерака.

## Списак пјесама
1. Chega Mais — 3:50
2. Papai me Empresta o Carro — 3:08
3. Doce Vampiro — 4:24
4. Corre-Corre — 4:40
5. Mania de Você — 4:51
6. Elvira Pagã — 3:17
7. Maria Mole — 5:17
8. Arrombou a Festa II — 3:33